# Igreja de São Pedro (Elvas)
A Igreja de São Pedro localiza-se na freguesia da Caia, São Pedro e Alcáçova, na cidade e no Município de Elvas, no Distrito de Portalegre, em Portugal.
A igreja, localizada no centro histórico da cidade, é parte do conjunto da Cidade-Quartel Fronteiriça de Elvas e as suas Fortificações, inscrita como Património Mundial da UNESCO.
Em tempos medievais, a Igreja de São Pedro foi sede de uma comenda da Ordem de Cristo.

## História
Elvas foi conquistada definitivamente aos mouros em 1226, sendo a Igreja de São Pedro fundada ainda no século XIII, o que faz desta uma das mais antigas da cidade. Apesar de que o edifício foi profundamente modificado na Era Moderna, da época fundacional chegou aos nossos dias o portal principal, em estilo de transição entre o românico e o gótico. O portal de granito, com arcos apontados, tem três arquivoltas assentes em capitéis esculpidos com motivos fitomórficos.

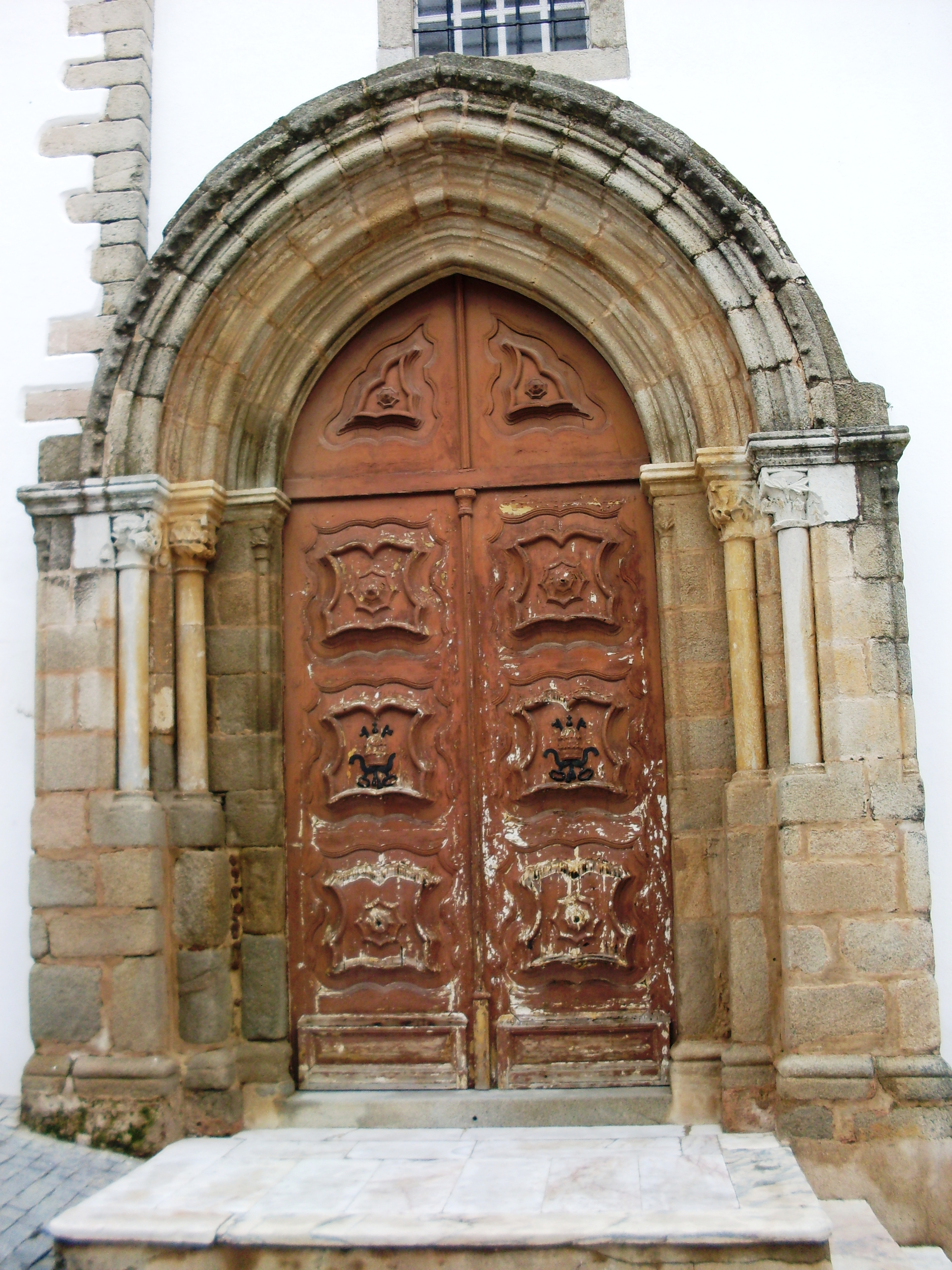
Portal gótico da igreja, datado do século XIII.

A fachada da igreja foi restaurada várias vezes, ganhando um frontão contracurvado e uma janelinha de verga plana sobre o portal. No lado sul da fachada encontram-se vestígios da base de uma antiga torre sineira, já desaparecida, construída depois do portal. A cruz sobre o frontão possui uma inscrição referente a um restauro efetuado no século XIX, que diz "ERGUIDA 1227. RECONSTITUÍDA 1877."
No interior, a igreja possui três naves separadas por arcos apontados, ainda da época gótica, resultado de uma reforma realizada no século XV que deu ao corpo da igreja uma estrutura de três naves. Outros elementos do interior pertencem já a épocas mais recentes. O cruzeiro é coberto por uma cúpula com lanternim, decorado com motivos clássicos renascentistas e maneiristas em estuque de transição entre os séculos XVI e XVII.
O interior possui ainda vários altares, um púlpito e um baptistério com azulejos do século XVIII, possivelmente da oficina de Nicolau de Frias. Na parte de trás, junto a edifícios adossados à igreja, ergue-se a torre sineira da Igreja de São Pedro, coberta por uma cúpula cónica.